# Palazzo Marzichi-Lenzi

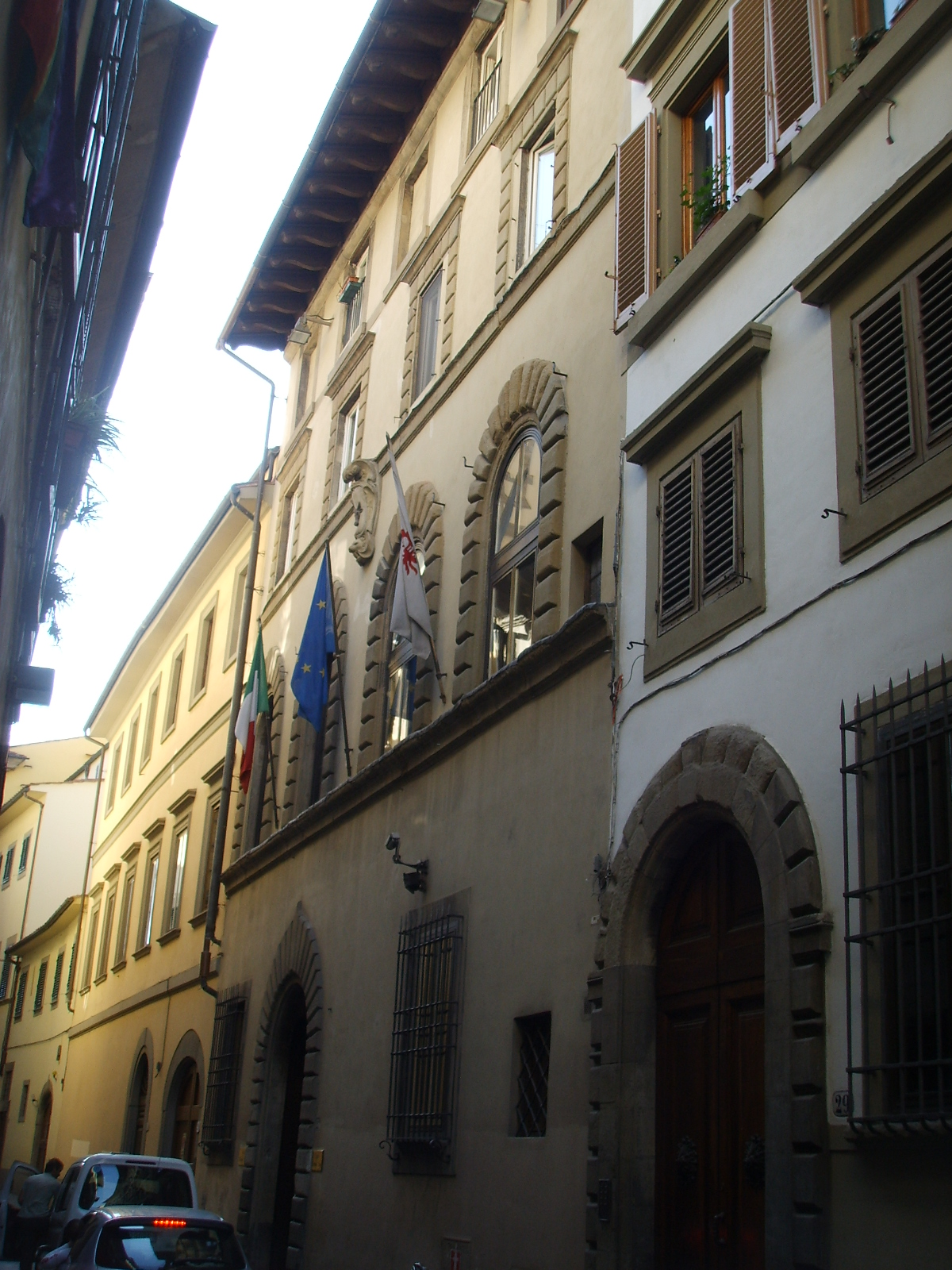
Fachada do Palazzo Marzichi-Lenzi.

O Palazzo Marzichi-Lenzi é um palácio de Florença situado no nº 27 do Borgo Pinti.
Trata-se dum palácio quinhentista, construído sobre um edifício datado do século XIV. Provavelmente, estiveram aqui hospedados pelos Ferrantini o Patriarca de Constantinopla Gennadio e os vinte e três bispos ortodoxos durante o Concílio de Florença de 1439. 
No exterior, é caracterizado por uma elementar fachada com reboco, sobre a qual se destacam as partes rusticadas: o sólido portal, as cornijas das janelas e os marca-pisos.
No interior, conserva algumas salas com tecto e caixotões, em particular os do vão de entrada, decorados com grotescos executados por Bernardino Poccetti.
O palácio, que hoje acolhe uma albergaria, possui uma notável colecção de arte, na qual se destacam um bronze de Giambologna, esboço para o Rapto das Sabinas, e uma colecção de desenhos e esculturas do escultor sienense Giovanni Duprè: esta concentração de obras do artista neoclássico deve-se ao facto dos Ciardi-Dupré, família que adquiriu este palácio florentino em 1956 e que o mantém na sua posse até hoje, ser descendente do próprio artista.
As salas no piso térreo foram danificadas durante a inundação de Florença de 1966, mas foram rapidamente restauradas.

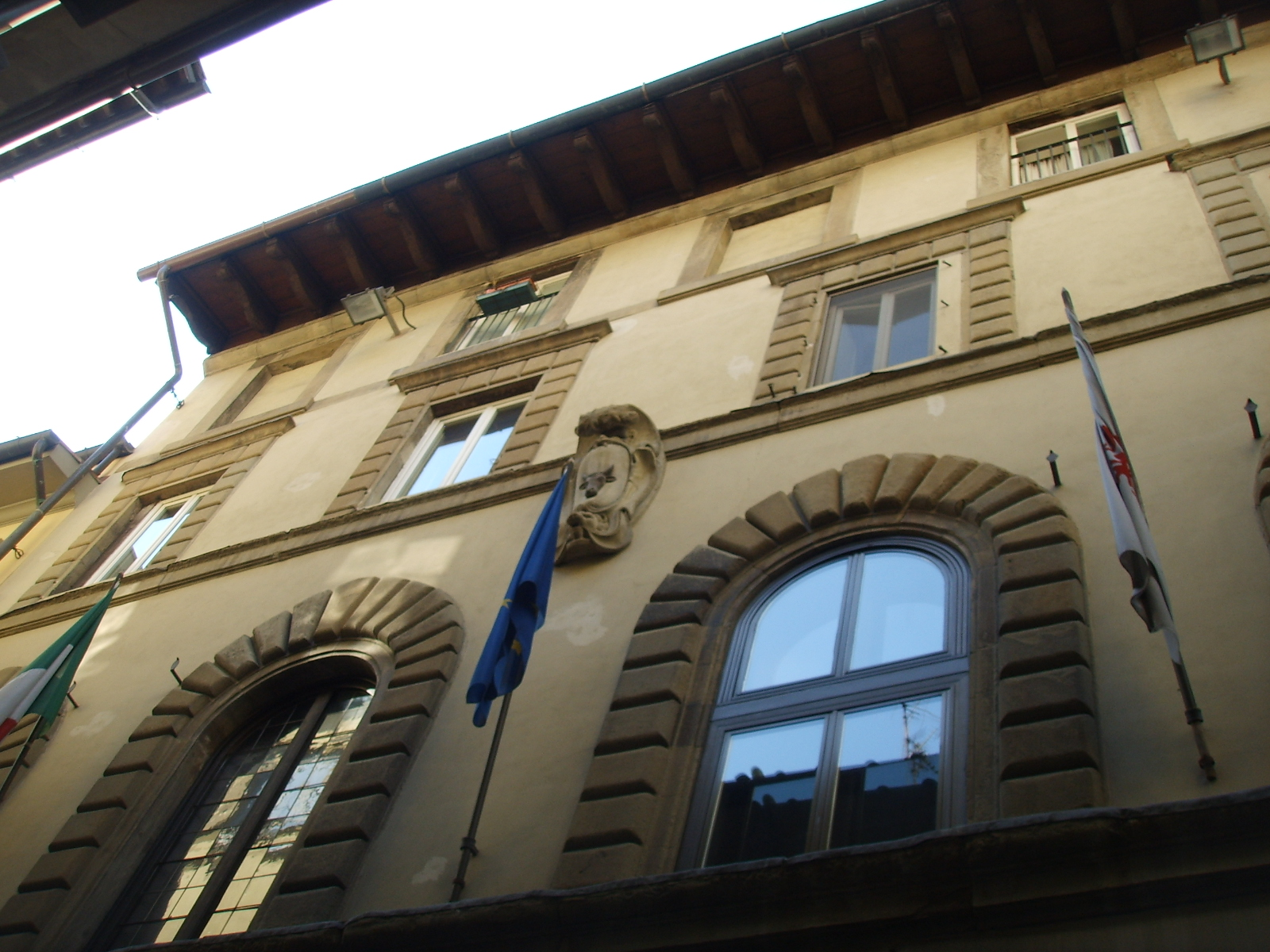
O brasão
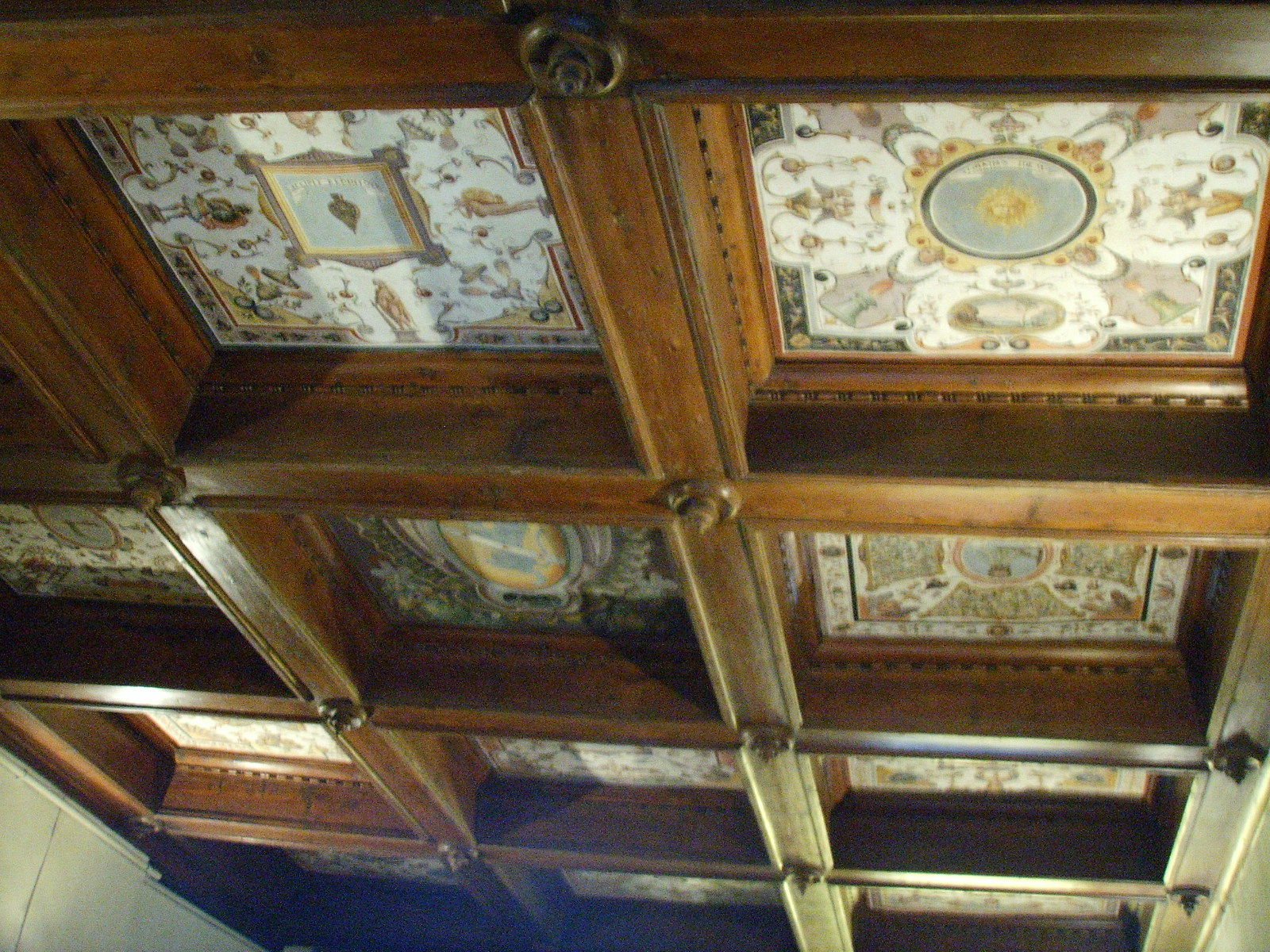
Os grotescos
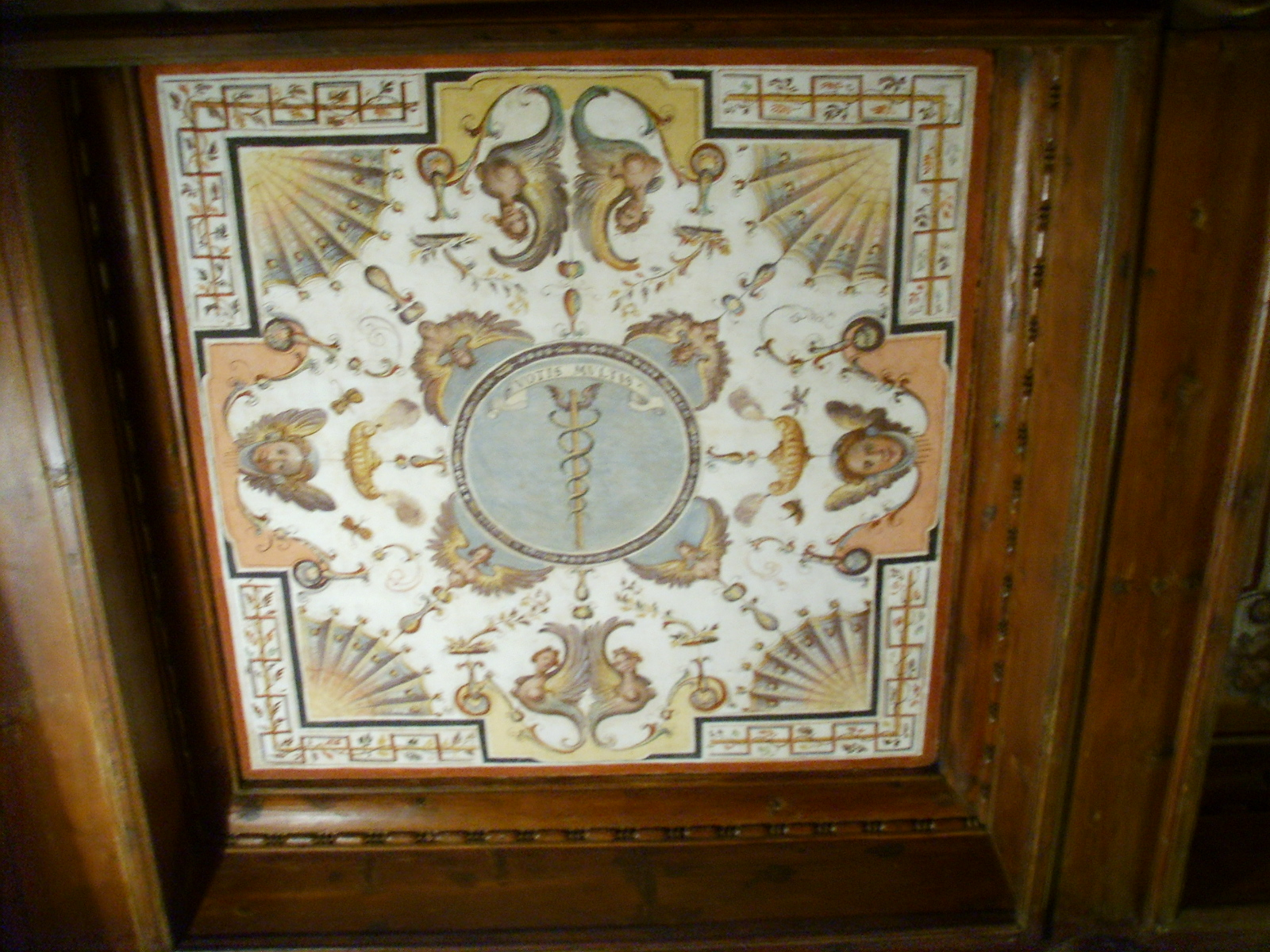
Caixotão pintado com grotescos